# Brian Johnson
Brian Francis Johnson (Dunston, 5 de octubre de 1947) es un cantante y compositor británico. Es conocido por ser el tercer vocalista de la banda britano-australiana de hard rock AC/DC.  
Fue elegido para reemplazar a Bon Scott tras su muerte en 1980. Su primer álbum como vocalista de AC/DC fue Back In Black. Está situado en el puesto número 39 en la lista de los 100 mejores vocalistas de metal de todos los tiempos de la revista Hit Parader.
En 2016, tras diagnosticársele problemas auditivos, se vio obligado a abandonar su carrera como vocalista hasta 2020, siendo sustituido en ese tiempo por Axl Rose como vocalista de AC/DC para la gira Rock or Bust.

## En AC/DC

### Audiciones para AC/DC

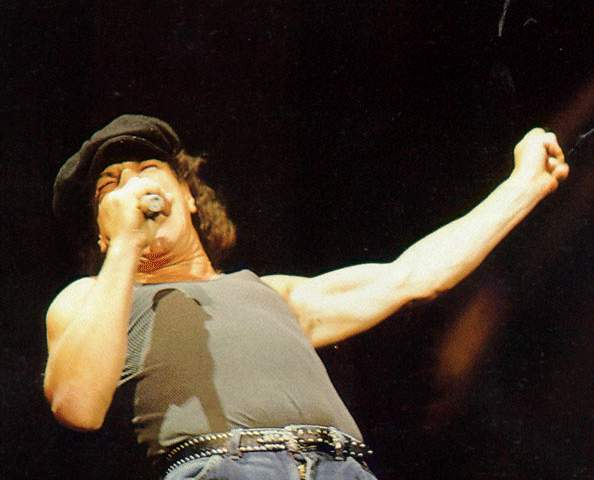
Brian Johnson en París.

El 14 de febrero de 1980, AC/DC se enteró de que su último álbum, Highway to hell, había vendido un millón de copias en América, por lo que el éxito de su siguiente álbum, que solo estaba en fase de creación, parecía asegurado. El día anterior Bon Scott acababa de meter su voz en el clásico «Ride on» para un sencillo promocional de sus amigos franceses Trust mientras estos grababan su nuevo disco Repression en Londres. A la postre, esta se convertiría en la última grabación de Bon y el primer disco que le dedicaban a su memoria cuando salió al mercado.[cita requerida]
Una semana antes, el grupo completo apareció por primera vez en un programa de TVE, Aplauso, interpretando en playback tres temas: «Beating around the bush», «Girls got rhythm» y su éxito «Highway to hell». Al día siguiente el grupo haría una rueda de prensa para los medios australianos. Casualmente serían las últimas apariciones de Bon, tanto en un programa de televisión, como en una rueda de prensa: el día 19 de febrero, Bon fue encontrado muerto en el coche en que había pasado la noche enfrente de su casa, a causa de una intoxicación etílica.
Angus Young, el pequeño de los hermanos, dijo: «Bon nos hubiera metido una patada en el culo si lo hubiéramos dejado».[cita requerida] Así que tras incinerar el 29 de febrero el cuerpo de Bon e inhumar sus cenizas el 1 de marzo en el cementerio Fremantle Memorial Garden, cerca de Perth, la banda volvía a Londres. En sus cabezas tenían solo una idea: encontrar a otro cantante. Pero antes de que eso ocurriera, el grupo tuvo que asistir a innumerables audiciones en su búsqueda.
Lógicamente la banda tenía sus preferencias. Desde Steve Marriott de Small Faces, hasta Angry Anderson de Rose Tattoo, un candidato a tener en cuenta, puesto que ya había tocado con Phil Rudd, batería de AC/DC, en su vieja banda Buster Brown. Además, junto a Jimmy Barnes, de Cold Chisel, era australiano y eso era un punto a su favor. La leyenda dice que un fan envió una cinta de Johnson al grupo recordándolos que Johnson era uno de los cantantes favoritos de Bon.[cita requerida] Y es que este estuvo en una gira con una de sus anteriores bandas por Reino Unido de telonero a Geordie, el grupo de Johnson.
Las audiciones no dieron mucho resultado. El 90% de candidatos que llegaban a los estudios Vanilla en Londres quería interpretar «Smoke on the water». Entre todos los candidatos, destacaron Gary Pickford Hopkins, uno de los cantantes del proyecto de Rick Wakeman, Journey to the Centre of the Earth, y Stevie Wright, otro australiano que había cantando con Easybeats. Las revistas de la época se hicieron eco de la noticia. Pero nada llegó a buen puerto. El 15 de marzo apareció en la prensa, en boca del portavoz de Albert’s, que se había contactado con nueve candidatos más y que el grupo estaba en fase de selección.[cita requerida]
De vuelta en Londres, tras su breve estancia en Australia intentando encontrar cantante, el grupo se reunió con Mutt Lange y Tony Platt, productor e ingeniero de su exitoso «Highway to hell», para empezar los preparativos del nuevo disco, del cual la banda ya tenía algún riff, algún título y muchas ideas; fue Mutt Lange, el ahora famoso productor, quien nombró por primera vez a Brian Johnson, el cantante de Geordie, grupo de Newcastle. Según Mutt, Brian era perfecto para el puesto.[cita requerida] Desde 1972, Brian había sido el mayor punto focal del grupo, como muy bien dejaban claro las crónicas de sus conciertos de aquella época. Hasta el propio Roger Daltrey de The Who, tras verles en su segunda aparición en el Top of the Pops inglés se acercó a los chicos y les comentó lo mucho que les habían gustado e invitó al grupo para que usaran sus estudios.
Johnson ya había hecho audiciones para Rainbow, justo después de la marcha de Ronnie James Dio del mismo, y Uriah Heep, pero no prosperaron. Al final Johnson viajó a Londres para una audición con una banda que nadie le había dicho quiénes eran.[cita requerida] Tras unos momentos de confusión en un pub jugando al billar y bebiendo Newcastle Brown Ale, la banda se encerró en la sala de ensayos para comprobar cómo funcionaban las cosas. Lo primero que sorprendió a la banda fue que Johnson no eligió «Smoke on the water» en favor de «Nutbush city limits», tema de Ike & Tina Turner. Más tarde sonaron también «Whole Lotta Rosie» y algunas canciones de Chuck Berry.
Para su segunda audición, el 25 de marzo, Johnson llegó dos horas tarde. La banda pensaba que no le interesaba su oferta. Poco sabían ellos que lo que realmente estaba haciendo Johnson era ganarse la vida. Johnson tuvo que volver a Newcastle; tenía conciertos confirmados con Geordie, Mark II y ese era su sustento de vida junto con su trabajo en la empresa Top Match, donde reparaba techos y parabrisas de coches.[cita requerida] Fue su hermano quien le regaló su característica gorra para que, cuando estuviera pegando los techos, no le quedase pegamento en su cabello.[cita requerida]
El 29 de marzo apareció en la prensa la noticia de que Allan Fryer de Fat Lip era el nuevo cantante de AC/DC. Johnson pensó que era lógico.[cita requerida] Al fin y al cabo Fryer vivía en Adelaida y se le había visto en el local de ensayo de la banda. Pero ese mismo día, Johnson recibió la llamada de Malcolm asegurándole que el puesto de cantante era suyo.[cita requerida]

### Inicios en AC/DC
El 8 de abril se anunció oficialmente que Brian Johnson era el nuevo cantante de AC/DC. Ese mismo mes, la banda comenzó los ensayos en los E-Zee Hire estudios, pero de las tres semanas previstas, la banda solo estuvo una, ya que surgió la posibilidad de ir a los estudios Compass Point en Nassau. Aunque la banda prefería unos estudios de grabación en Londres, en aquel momento no había disponible ninguno. Los Polar, propiedad de ABBA, y que habían sido utilizados por Led Zeppelin en alguna ocasión, estaban siendo utilizados por sus propios dueños, así que la opción de las Bahamas fue la mejor de todas. Durante todo abril y mayo de 1980 el grupo estuvo grabando. Todas las nuevas canciones del disco fueron compuestas por Angus Young, Malcolm Young y Brian Johnson. «Rock and Roll ain't noise pollution» fue la última canción en grabarse.
Con su chillona voz, no tan cruda como la de Bon, Johnson otorgó al grupo una nueva bocanada de aire, comenzando así la segunda vida de la banda. Grabó varios éxitos en su primer álbum, Back In Black, como «You Shook Me All Night Long», «Hells Bells» o la canción que le da nombre al álbum, «Back in Black» antes de la edición del disco, fechada el 25 de julio de 1980. Tras unas semanas de ensayos, el grupo ofreció su primer concierto con su nuevo cantante el 29 de junio en Namur (Bélgica).
A principios de julio, el grupo se desplazó a Breda (Holanda), para filmar vídeos promocionales sin público de las canciones «Hells bells», «Back in black», «Rock and Roll ain't noise pollution», «You shook me all night long», «What do you for Money, honey» y «Let me put my love into you». Los directores encargados fueron Eric Dionysius y Eric Mistler, los mismos que habían llevado a cabo la película Let there be rock.
El disco fue editado y se inició su gira promocional. El primer concierto de aquella gira fue en Perth, ciudad donde residía Bon. Aquella noche, Johnson dedicó «High voltage» a la madre de Bon. Su padre no asistió al concierto, y esta deseó sinceramente lo mejor para el cantante. La gira llegó a pasar al siguiente año por España en su primera actuación en vivo en dicho país. Además el 22 de agosto de 1981 la banda encabezaba el segundo festival Monsters of Rock en Donington, delante de setenta y cinco mil personas. Aunque fue un absoluto desastre; la banda llevaba seis meses encerrada preparando canciones para su próximo disco y no habían ensayado desde entonces.[cita requerida] La culpa del desastre la tuvo el sonido que extrajo la BBC ese día.[cita requerida]

### Carrera posterior
A comienzos de octubre de 2008 la legendaria banda australiana grabó el álbum Black Ice en el que se puede apreciar cierto destemple en canciones tales como «Decibel», «Rock 'n' Roll Train» y «Skies on Fire».
En 2013, Johnson apareció como cantante invitado en dos canciones en el álbum de Sting The Last Ship que cuenta con artistas con raíces en el noreste de Inglaterra. Brian se mantuvo como cantante de la banda hasta el 2016, cosechando diversos éxitos desde entonces. 
En 2016, tras empezar la gira Rock or Bust en EE. UU., Brian tuvo que cancelar los conciertos ya que existía el riesgo de quedarse sordo. Después de un tiempo de incertidumbre, la banda decidió terminar la gira con Axl Rose como vocalista invitado. El último show de Johnson antes de retirarse temporalmente fue el 28 de febrero de 2016, en el Sprint Center de Kansas City.
Johnson mismo declaró en The Howard Stern Show que su pérdida de audición no se produjo por haber tocado con AC/DC por 36 años, sino por su amor a las carreras de autos y por olvidar ponerse tapones en los oídos en una carrera que le dejó con su tímpano izquierdo perforado.
Después de salir de AC/DC, grabó una nueva canción con el comediante Jim Breuer llamada "Mr. Rock'n'Roll".
Tras 4 años desde aquella salida, con Brian ya recuperado de esa posible sordera, el grupo anunció a finales de 2020 la vuelta de Brian Jonhson como vocalista para el nuevo trabajo de estudio de AC/DC, el disco Power Up.

## Vida personal
Johnson se casó con su primera esposa, Carol, en 1968, y tienen dos hijos: Joanne (nacida en 1968), y Kalo (nacida en 1973) Se divorciaron durante la escritura del álbum The Razors Edge. Ahora está casado con Brenda, y reside en Sarasota, Florida. Es ateo.
Es un ávido partidario del club de fútbol Newcastle United de la Liga Premier, y se le pidió hacer una inversión sustancial en el club alrededor de 1981 a 1982 tras ser invitado por una leyenda del club, Jackie Milburn, a conocer a la directiva.
En septiembre de 2009, Johnson fue diagnosticado con síndrome de Barrett. Esto provocó que AC/DC cancelara varios conciertos en su gira Black Ice en 2010; Sin embargo, los médicos fueron capaces de prevenir con éxito el desarrollo de la enfermedad en cáncer.
De acuerdo con la lista de millonarios británicos desde el mundo de la música del The Sunday Times, Johnson tenía 50 millones de libras en 2011.
El 9 de julio de 2014, Johnson fue galardonado con un grado honorario de Doctor en Música por la Universidad de Northumbria en Newcastle Upon Tyne, en reconocimiento a su importante contribución a la industria de la música. En octubre de 2014, Johnson se convirtió en un defensor de la Yorkshire Dementia Charity, una organización benéfica del pueblo de Topcliffe.
Desde 2014, debido a su pasión por los automóviles, conduce un programa de televisión sobre autos para el canal Quest, un canal de televisión británica, y que posteriormente sería llevado por el canal Velocity Channel (desde 2016 propiedad de Discovery Comunications), denominado "Cars That Rock with Brian Johnson".

## Como piloto de carreras
En 2012, Brian Johnson se inscribió para participar en la 50ª edición de las 24 Horas de Daytona siendo el primer músico en participar en una competición importante, tras el legado de otros personajes de fama hollywoodense como Paul Newman y Steve McQueen, que fueron actores y pilotos de carreras.

## Discografía

### Con Geordie

#### Sencillos
- 1972: «Don't Do That» / «Francis Was a Rocker»
- 1973: «Can You Do It» / «Red Eyed Lady»
- 1973: «Electric Lady» / «All Because Of You»
- 1973: «Black Cat Woman» / «Geordie's Lost His Liggy»

#### Álbumes
- 1973: Hope You Like it
- 1974: Don't Be Fooled by the Name
- 1976: Save the World
- 1978: No Good Woman

### Con AC/DC
- 1980: Back In Black
- 1981: For Those About to Rock
- 1983: Flick of the Switch
- 1985: Fly on the Wall
- 1986: Who Made Who (banda sonora de Maximum Overdrive)
- 1988: Blow Up Your Video
- 1990: The Razors Edge
- 1992: AC/DC Live
- 1995: Ballbreaker
- 1997: Bonfire
- 2000: Stiff Upper Lip
- 2008: Black Ice
- 2010: Iron Man 2
- 2012: AC/DC: Live at River Plate
- 2014: Rock or Bust
- 2020: Power Up

### Como Solista
- 1982: Strange Man